# Gouania
Gouania ist eine Pflanzengattung innerhalb der Familie der Kreuzdorngewächse (Rhamnaceae). Die etwa 73 Arten gedeihen in den Subtropen bis Tropen der Alten und Neuen Welt.

## Beschreibung

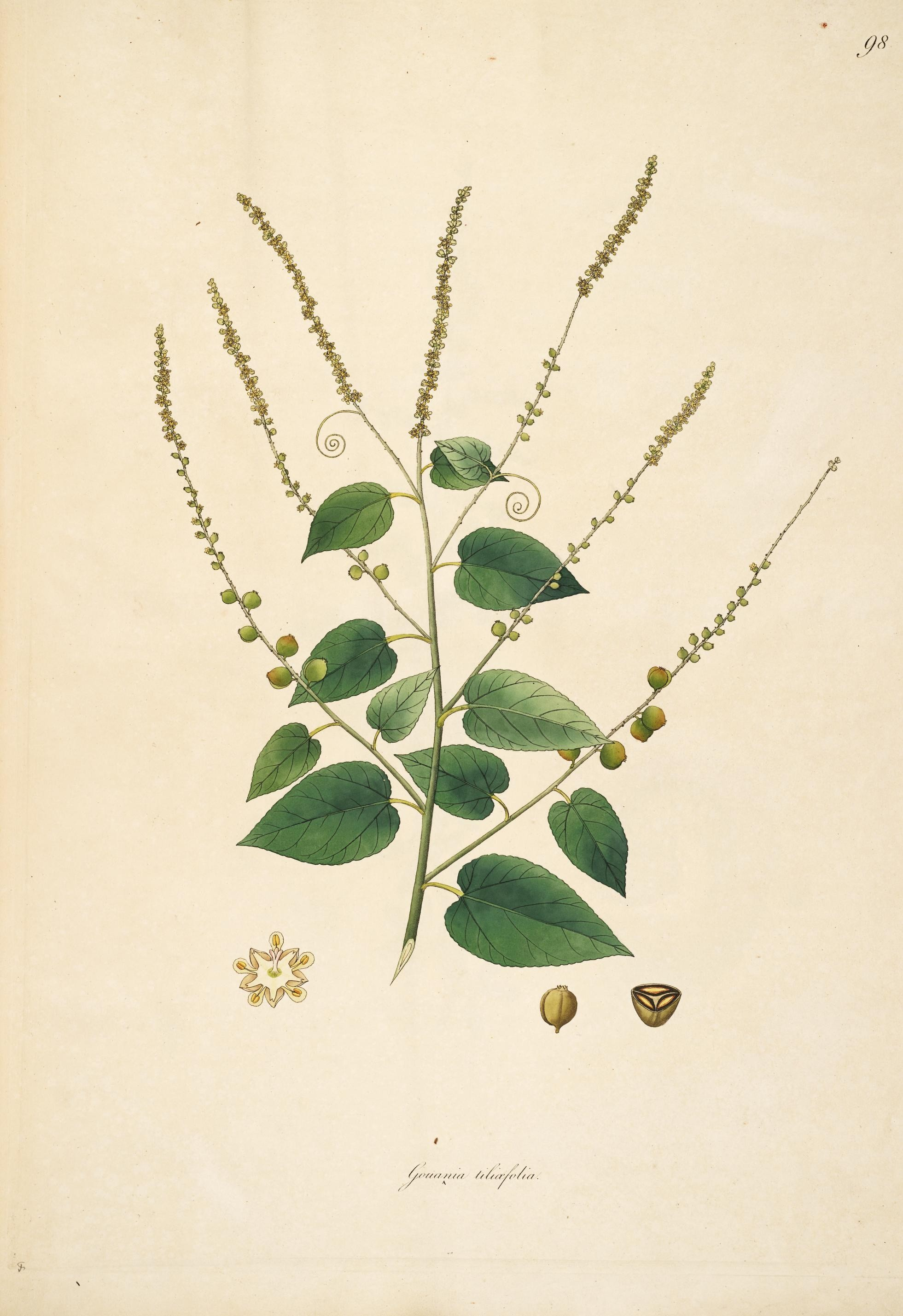
18th century illustration plants of the coast of Coromandel Coast India Flora Fruits Flowers von Gouania leptostachya

### Vegetative Merkmale
Gouania-Arten wachsen als immergrüne, unbewehrte, kletternde Sträucher, die Wuchshöhen von 20 Metern erreichen können. Sie bilden Ranken, die am oberen Ende aufgerollt sind.
Die wechselständig angeordneten Laubblätter sind in Blattstiel und -spreite gegliedert. Sie sind von der Basis her dreifach oder fiedrig geadert und ganzrandig oder gezähnt. Die Nebenblätter fallen früh ab.

### Generative Merkmale
Gouania-Arten sind polygam. Die Blüten sind in end- oder seitenständigen, zymösen traubigen oder rispigen Blütenständen angeordnet, die ihrer Basis oder im unteren Bereich der Blütenstandsachse Ranken besitzen können.
Die Blüten sind fünfzählig mit doppelter Blütenhülle. Die Kelchröhre ist kurz und mit dem Fruchtknoten zusammengewachsen. Die fünf Kelchblätter sind eiförmig-dreieckig und auf der Oberseite gekielt. Die fünf Kronblätter sind spatelförmig. Die fünf Staubblätter sind dorsal fixiert und werden von den Kronblättern eingeschlossen. Der Diskus ist dick, fünfeckig oder fünflappig und behaart oder kahl. Der tief im Diskus eingesunkene Fruchtknoten ist unterständig, dreifächrig und enthält eine Samenanlage je Fach. Die Griffel sind gespalten bis tief gespalten.
Die Kapselfrüchte sind rundlich, an beiden Seiten eingedrückt, dreiflügelig und Teile des Kelchs bleiben an ihnen erhalten. Die drei Kapselfächer trennen sich bei Reife von der Kapselachse. Die Samen sind rotbraun, glänzend und verkehrt-eiförmig. Das Endosperm ist dünn.

## Systematik und Verbreitung

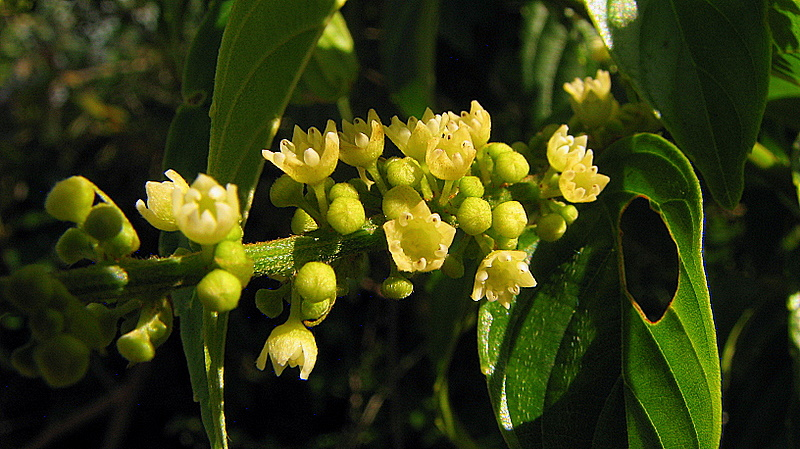
Gouania blanchetiana

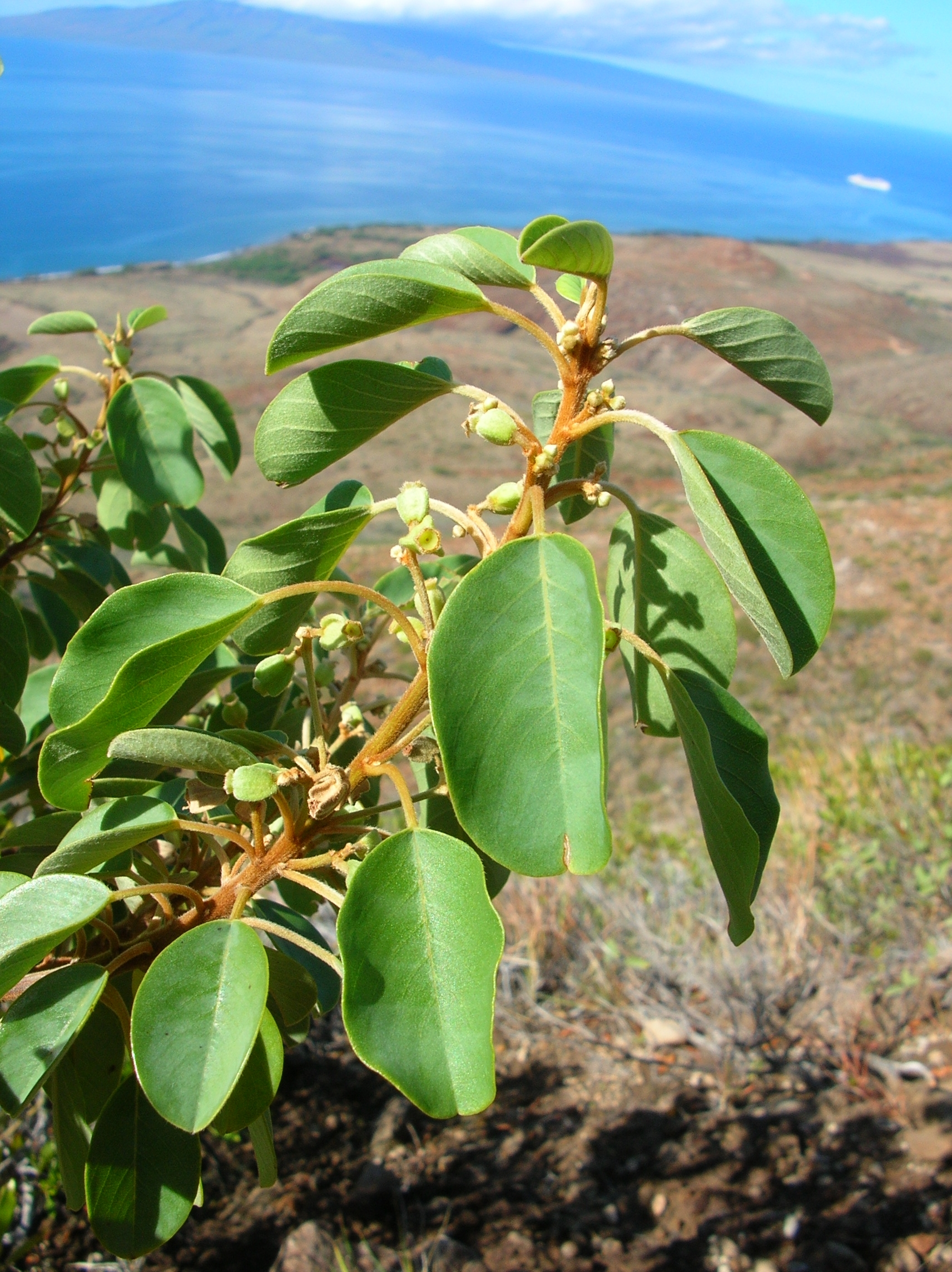
Gouania hillebrandii

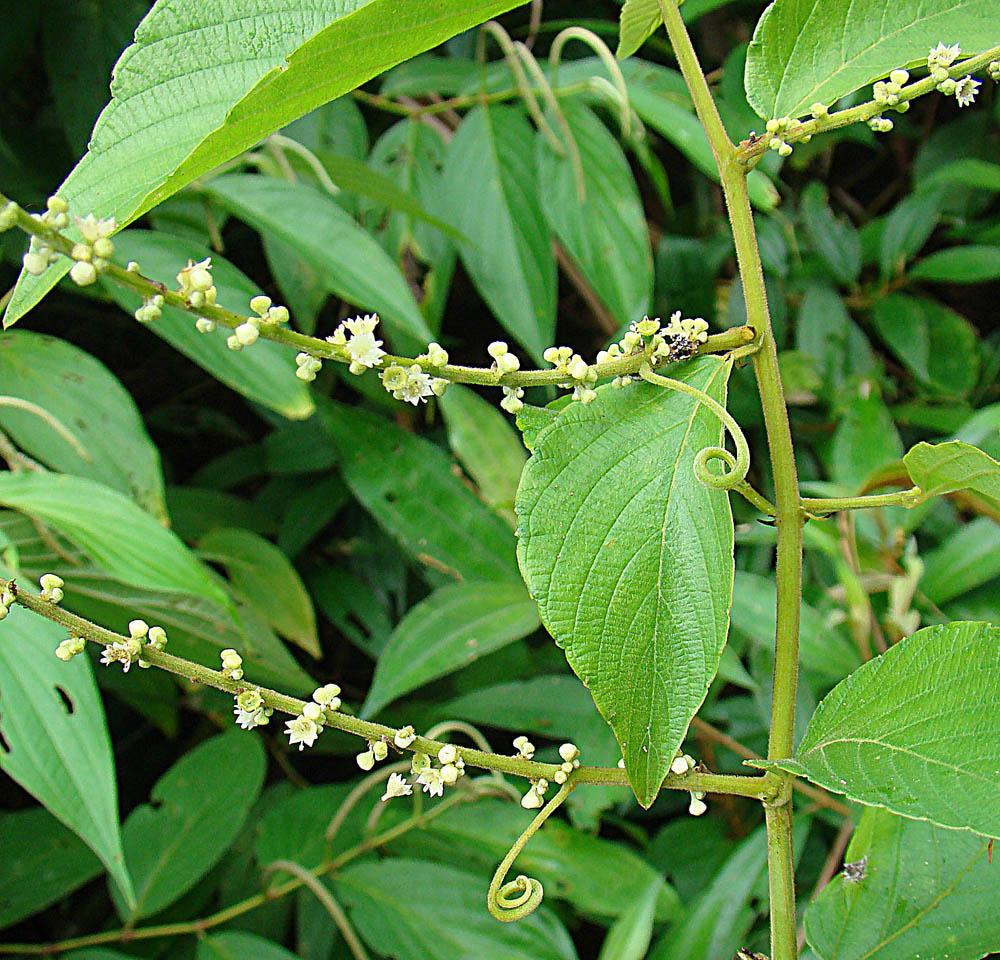
Gouania lupuloides

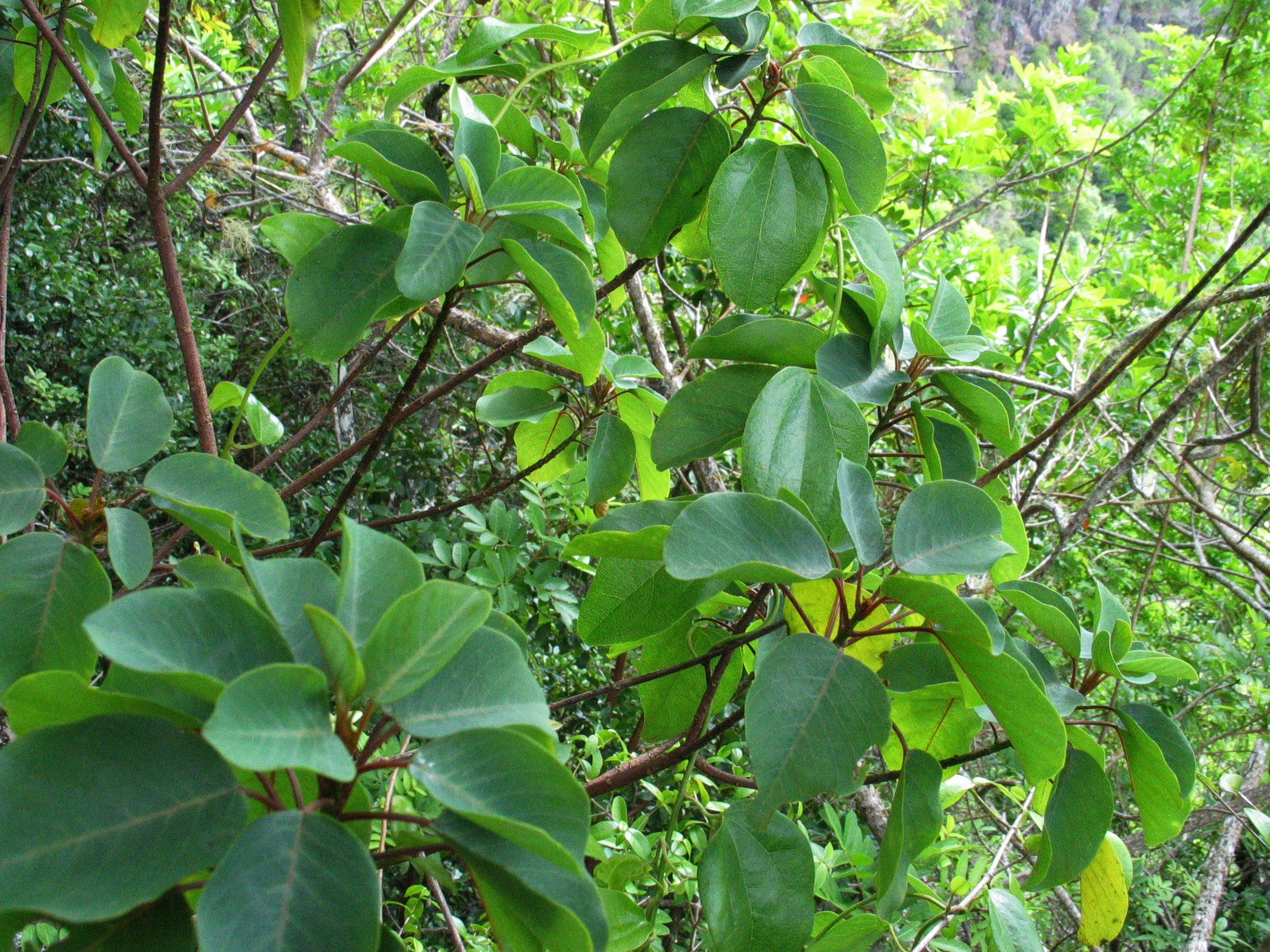
Zweig mit Blättern von Gouania meyenii

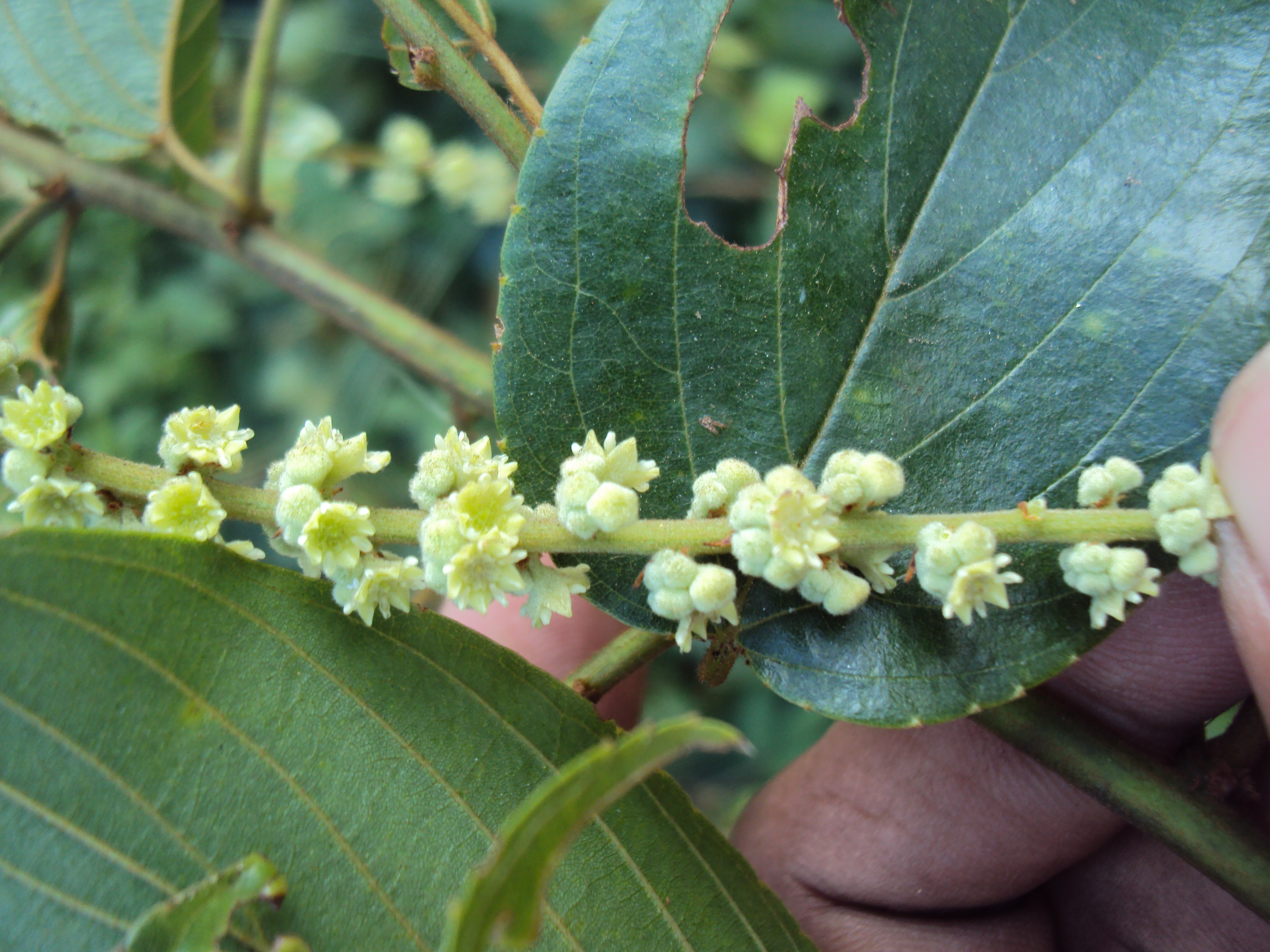
Gouania microcarpa

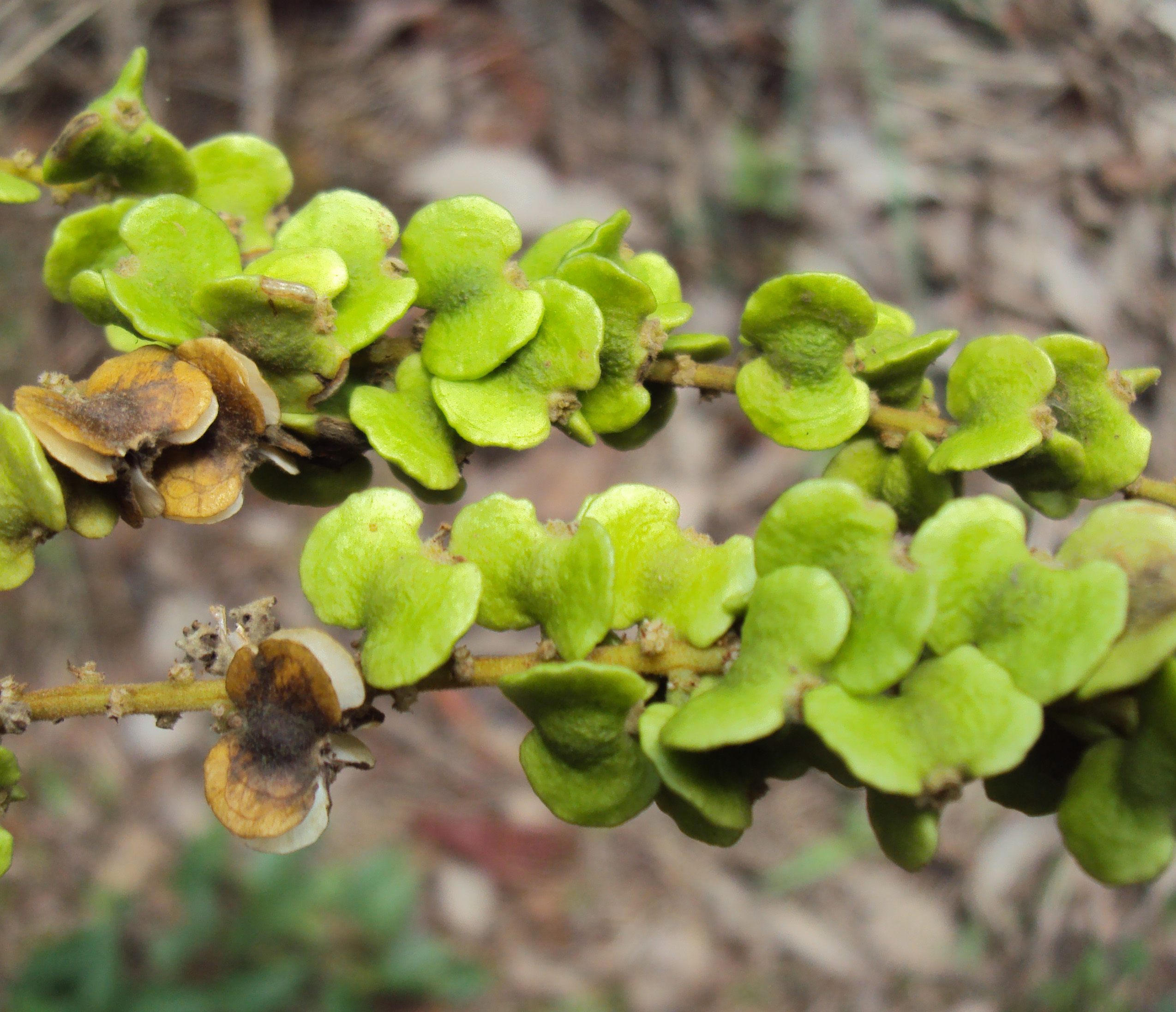
Früchte von Gouania microcarpa

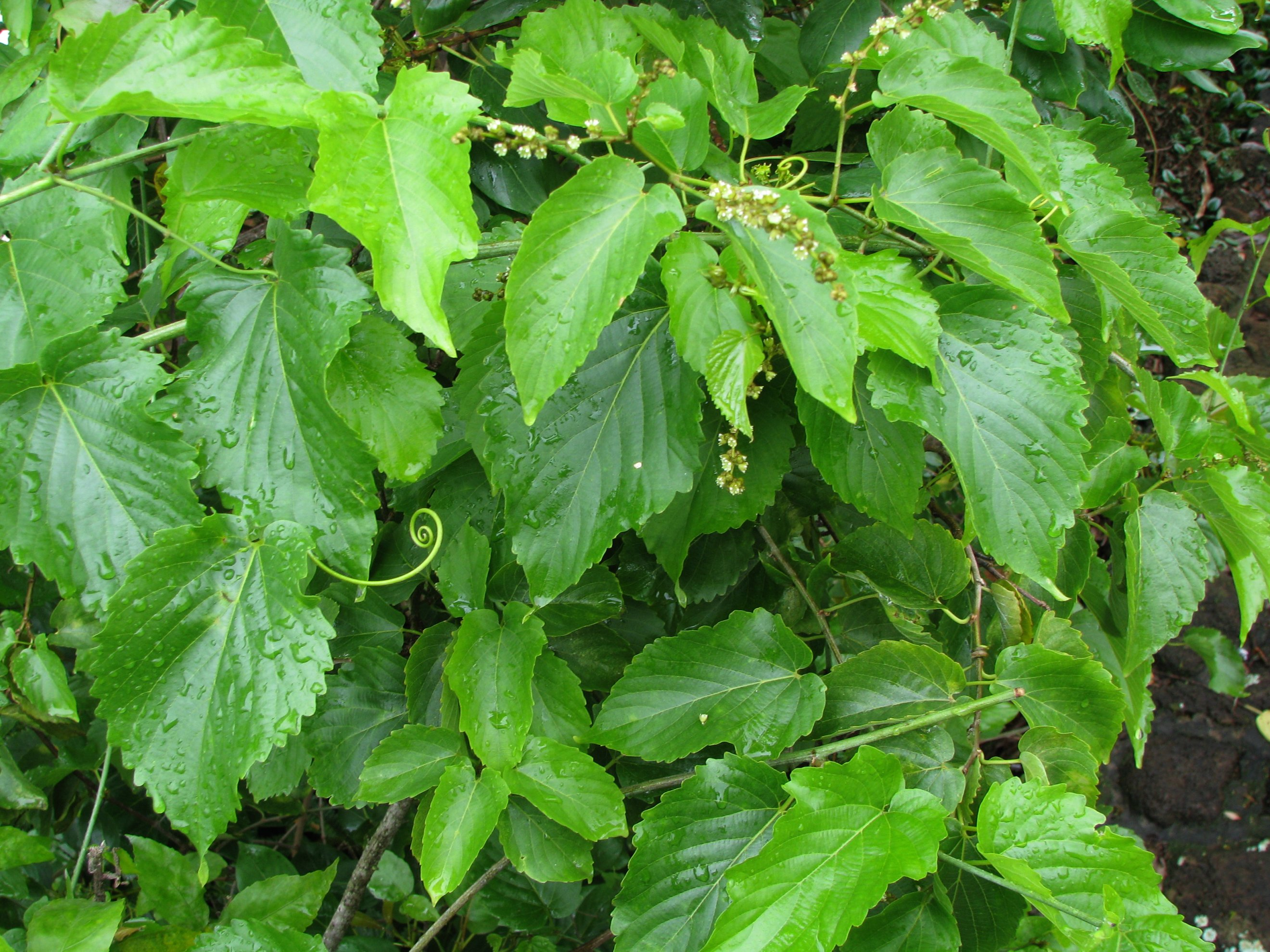
Zweige mit Blättern und Blütenständen von Gouania vitifolia

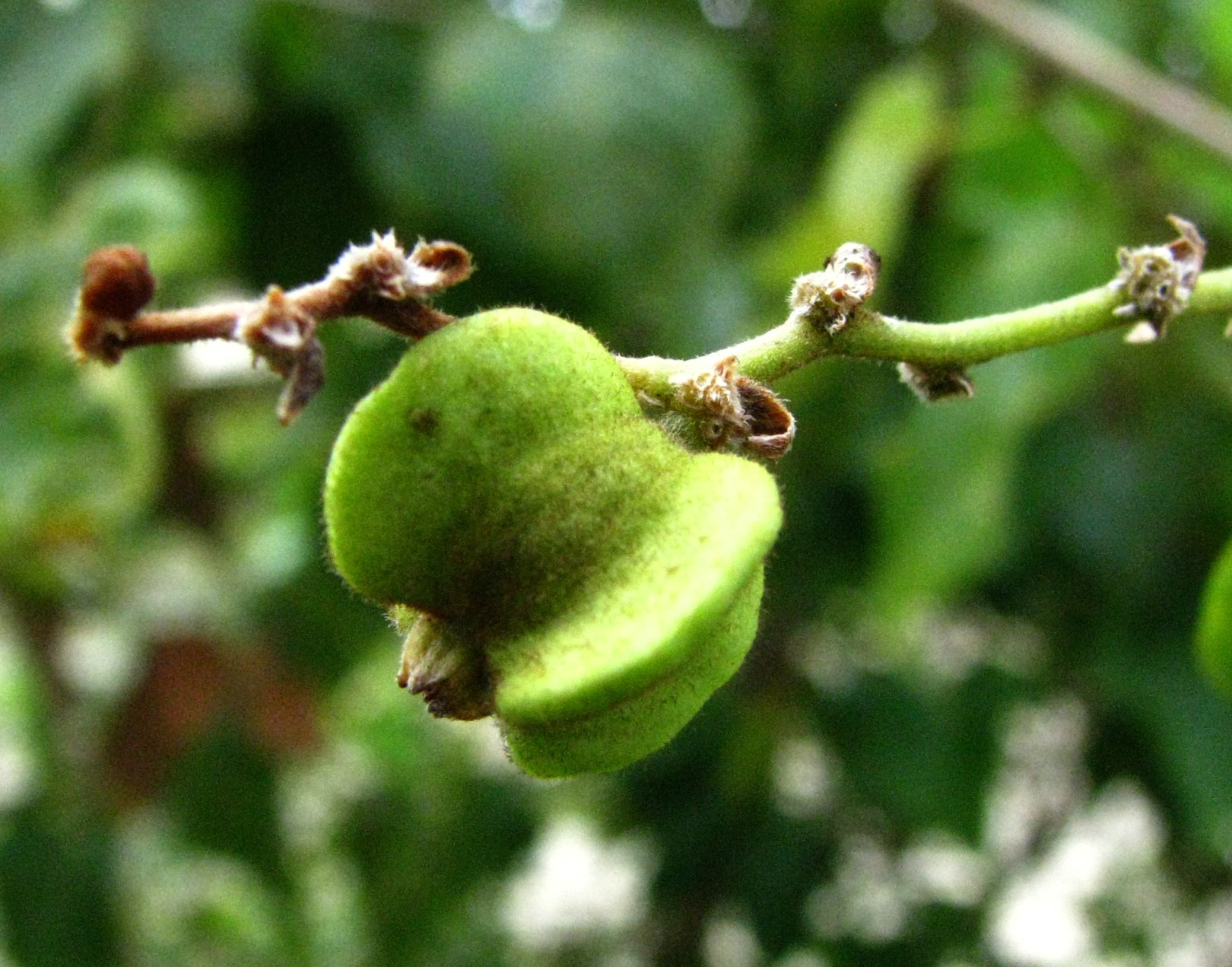
Dreiflügelige Frucht von Gouania vitifolia

Die Gattung Gouania wurde im Januar 1763 durch Nicolaus Joseph von Jacquin in Selectarum Stirpium Americanarum Historia ..., S. 263–264, Tafel 179, Figur 40 aufgestellt. Als Lectotypusart wurde 1874 Gouania tomentosa Jacq. durch Pfeiffer in Nom. 1, 1488 festgelegt. Synonyme für Gouania Jacq. sind: Gossania Walp., Gouana L., Lupulus Kuntze, Naegelia Zoll. & Moritzi, Pleuranthodes Weberb., Retinaria Gaertn. Der Gattungsname Gouania ehrt den französischen Naturforscher und Botaniker Antoine Gouan (1733–1821).
Die Gattung Gouania gehört zur Tribus Gouanieae und bildet auch deren Typus-Gattung, innerhalb der Familie der Rhamnaceae.
Das natürliche Verbreitungsgebiet der etwa 50 Arten liegt in den Tropen und Subtropen der Alten und der Neuen Welt.
Zur GattungGouania gehören etwa 73 Arten:
- Gouania acalyphoides Reissek: Sie kommt im südöstlichen Brasilien vor.[5]
- Gouania acreana Pilg.: Sie kommt im westlichen Südamerika bis nördlichens Brasilien vor.[5]
- Gouania alnifolia Reissek: Sie kommt in Peru vor.[5]
- Gouania ambrensis Buerki, Phillipson & Callm.: Sie kommt in Madagaskar vor.[5]
- Gouania andamanica King: Dieser Endemit kommt auf den Andamanen vor.[5]
- Gouania aphrodes Tul.: Sie kommt im nördlichen Madagaskar und auf den Komoren vor.[5]
- Gouania aptera DC.: Sie kommt in Kolumbien, Peru bis Bolivien vor.[5]
- Gouania australiana F.Muell.: Dieser Endemit kommt nur im nördlichen Queensland vor.[5]
- Gouania blanchetiana Miq.: Sie kommt in nördlichen Südamerika bis Brasilien vor.[5]
- Gouania canescens Rich. ex Poir.: Dieser Endemit kommt nur in Französisch-Guayana vor.[5]
- Gouania colombiana Suess.: Sie kommt von Costa Rica bis nördlichen Peru vor.[5]
- Gouania conzattii Greenm.: Sie kommt von Mexiko bis El Salvador vor.[5]
- Gouania cornifolia Reissek: Sie kommt vom südlichen Venezuela bis nördlichen Peru vor.[5]
- Gouania corylifolia Raddi (Syn.: Gouania petiolaris Reissek): Sie kommt im östlichen Brasilien vor.[5]
- Gouania cupuliflora Buerki, Phillipson & Callm.: Sie kommt in Madagaskar vor.[5]
- Gouania discolor Benth.: Sie kommt von Kolumbien bis Venezuela und nördlichen bis nordöstlichen Brasilien vor.[5]
- Gouania efatensis Guillaumin: Dieser Endemit kommt nur in Vanuatu vor.[5]
- Gouania ekmanii Alain: Sie kommt nur in Kuba vor.[5]
- Gouania eurycarpa Standl.: Sie kommt vom südlichen Mexiko bis Costa Rica vor.[5]
- Gouania exilis K.R.Thiele: Sie kommt in Neuguinea bis nördliches Queensland vor.[5]
- Gouania frangulifolia (Willd. ex Roem. & Schult.) Radlk.: Sie kommt im tropischens Südamerika vor.[5]
- Gouania glandulosa Boivin ex Tul. (Syn.: Gouania tiliifolia subsp. glandulosa (Boivin ex Tul.) Buerki, Phillipson & Callm.): Sie kommt im nördlichen und östlichen Madagaskar vor.[5]
- Gouania hillebrandii Oliv. ex Hillebr. (Syn.: Gouania cucullata H.St.John, Gouania fauriei H.St.John, Gouania lydgatei H.St.John, Gouania mannii H.St.John): Sie kommt auf Hawaii vor.[4]
- Gouania hillii F.Muell.: Dieser Endemit kommt nur im nördlichen Queensland vor.[5]
- Gouania humbertii H.Perrier: Dieser Endemit kommt nur im nördlichen Madagaskar vor.[5]
- Gouania hypoglauca Standl.: Sie kommt im südöstlichen Nicaragua bis Panama vor.[5]
- Gouania inornata Reissek: Zentrales und südöstliches Brasilien vor.[5]
- Gouania javanica Miq.: Sie kommt vom südlichen China bis Malesien vor.[5]
- Gouania latifolia Reissek (Syn.: Gouania chrysophylla Reissek, Gouania mollis Reissek): Tropisches Südamerika vor.[5]
- Gouania laxiflora Tul.: Sie kommt in südöstlichen Tansania bis Mosambik, Aldabra, Mayotte, westliches Madagaskar, Rodrigues vor.[5]
- Gouania leratii Schltr.: Sie kommt nur in Neukaledonien vor.[5]
- Gouania leptostachya DC.: Sie kommt in Indien, Bhutan, Nepal, Malaysia, Thailand, Kambodscha, Laos, Vietnam, Myanmar, auf den Philippinen und in China vor.[4]
- Gouania lineata Tul.: Sie kommt im nördliches und westlichen Madagaskar vor.[5]
- Gouania longipetala Hemsl.: Sie kommt vom westlichen tropischen Westafrika bis nördliches Angola vor.[5]
- Gouania longispicata Engl.: Sie kommt in Benin bis Äthiopien und südliches tropisches Afrika vor.[5]
- Gouania lupuloides (L.) Urb.: Sie kommt in Mexiko, auf Inseln in der Karibik, in Guatemala, Honduras, Belize, El Salvador, Nicaragua, Costa Rica, Panama, Kolumbien, Venezuela, Ecuador und Peru vor.[4]
- Gouania mangarevica Fosberg: Dieser Endemit kommt nur auf dem Tuamotu-Archipel vor.[5]
- Gouania mauritiana Lam.: Sie kommt nur auf Mauritius und Réunion vor.[5]
- Gouania meyenii Steud. (Syn.: Gouania gagnei H.St.John, Gouania oliveri H.St.John): Sie kommt in Hawaii vor.[4]
- Gouania microcarpa DC.: Sie kommt in nordwestlichen Indien bis zentralen Malesien vor.[5]
- Gouania myriocarpa Tul.: Sie kommt nur im östlichen Madagaskar vor.[5]
- Gouania napalensis Wall.: Sie kommt in Indien und in Nepal vor.[4]
- Gouania pannigera Tul.: Sie kommt in Madagaskar vor.[5]
- Gouania polygama (Jacq.) Urb.: Sie kommt in Mexiko, in Mittel- und in Südamerika vor.[4]
- Gouania pyrifolia Reissek: Sie kommt im nördlichen Brasilien vor.[5]
- Gouania richii A.Gray: Sie kommt nur in Fidschi vor.[5]
- Gouania riparia Reissek: Sie kommt im nordöstlichen Bolivien bis nördliches Brasilien vor.[5]
- Gouania rosei Wiggins: Sie kommt in Mexiko bis Belize vor.[5]
- Gouania rumicina Triana & Planch.: Sie kommt in Kolumbien sowie östlichen Brasilien vor.[5]
- Gouania stipularis Moc. & Sessé ex DC.: Sie kommt vom zentralen bis südlichen Mexiko vor.[5]
- Gouania striata Rich.: Sie kommt nur in Französisch-Guayana vor.[5]
- Gouania tiliifolia Lam.: Maskarenen vor.[5]
- Gouania trichodonta Reissek: Sie kommt im westlichen Südamerika vor.[5]
- Gouania ulmifolia Hook. & Arn. (Syn.: Gouania urticifolia Reissek): Sie kommt in Bolivien bis Brasilien und nordöstlichen Argentinien vor.[5]
- Gouania ulugurica Gilli: Tansania vor.[5]
- Gouania velutina Reissek (Syn.: Gouania colurnifolia Reissek): Sie kommt in Trinidad, Oaxaca bis Zentralamerika und im tropischen Südamerika vor.[5]
- Gouania virgata Reissek: Sie kommt in Guayana bis Argentinien vor.[5]
- Gouania viridis Brandegee: Sie kommt nur im mexikanischen Bundesstaat Veracruz vor.[5]
- Gouania vitifolia A.Gray (Syn.: Gouania bishopii Hillebr., Gouania hawaiiensis H.St.John): Sie kommt in Hawaii vor.[4]
- Gouania wurdackii Steyerm.: Sie kommt im südlichen Venezuela vor.[5]